# یعقوب بن داوود
یعقوب بن داود (؟ -۸۰۳) کاتب عربی و وزیر مهدی، خلیفهٔ عباسی از موالی بود که پس از چندی برکنار و حبس شد، اموالش نیز مصادره گشت. هارون‌الرشید او را رهاند و اموالش را به او پس داد، سپس یعقوب مجاور مکه شد تا اینکه همان‌جا درگذشت. مدح‌های بسیاری از شاعران روزگار برای او سروده شده است. 